# 20634 Мерічардсон
20634 Мерічардсон (20634 Marichardson) — астероїд головного поясу, відкритий 2 жовтня 1999 року.
Тіссеранів параметр щодо Юпітера — 3,475.